# مود فون رزن
مود فون رزن (به سوئدی: Maud von Rosen) (زادهٔ ۲۴ دسامبر ۱۹۲۵ میلادی) یک سوارکار زن اهل کشور سوئد است. وی دارای مدال در رشتهٔ درساژ در بازی‌های المپیک تابستانی ۱۹۷۲ در مونیخ است.